# 唐艺昕
唐艺昕（1987年12月9日—），中国内地女演员，四川遂寧人，2010年毕业于重庆大学美视电影学院表演系。因在《甄嬛傳》中飾演“祺嬪”一角而嶄露頭角，之後其參演的電視劇《勝女的代價》、《隋唐演義》、《百万新娘之爱无悔》和《陸貞傳奇》於2012年至2013年間播出，2017年出演《軍師聯盟》。其丈夫為中國知名男演員張若昀。

## 影视作品

### 电视剧
| 首播年份 | 剧名                   | 角色                  | 备注             |
| 2011年   | 後宮甄嬛傳             | 祺貴人                |                  |
| 2012年   | 勝女的代價             | 蘇莉                  |                  |
| 2013年   | 隋唐演義               | 單盈盈                |                  |
| 2013年   | 百万新娘之爱无悔       | 葉靈                  |                  |
| 2013年   | 陸貞傳奇               | 沈碧                  |                  |
| 2014年   | 加油愛人/幸福愛人      | 任慕妍                |                  |
| 2015年   | 活色生香               | 香雪吟                | 客串             |
| 2015年   | 新上错花轿             | 楊云友                |                  |
| 2016年   | 青丘狐传说             | 钟晴                  | 單元「胡四相公」 |
| 2016年   | 因为爱情有幸福         | 路小楠                |                  |
| 2016年   | 青云志                 | 田靈兒                |                  |
| 2016年   | 青云志2                | 田靈兒                |                  |
| 2017年   | 太极宗师之太极门       | 柳迎春                |                  |
| 2017年   | 心理师                 | 歐陽欣                | 網絡劇           |
| 2017年   | 大軍師司馬懿之軍師聯盟 | 郭照                  |                  |
| 2017年   | 独步天下               | 东哥（海兰珠）/步悠然 | 網絡劇           |
| 2017年   | 大軍師司馬懿之虎嘯龍吟 | 郭照                  |                  |
| 2020年   | 鹿鼎记                 | 建寧公主              |                  |
| 2021年   | 乔家的儿女             | 項南方                |                  |
| 2021年   | 小敏家                 | 刘小捷                |                  |
| 2022年   | 买定离手我爱你         | 丁亦可                | 2018年拍攝       |
| 2023年   | 今生也是第一次         | 陈兰青                |                  |
| 2023年   | 熟年                   | 刘红艳                |                  |
| 待播     | 爆米花                 | 胡朝靜                | 2013年拍攝       |
| 待播     | 就是爱你               | 任媛媛                |                  |
| 待播     | 我曾爱过你，想起就心酸 | 莉香                  |                  |

### 电影
| 上映年份 | 电影名               | 角色        |
| 2013年   | 西游·降魔篇          | 小雙俠·雲蕾 |
| 2014年   | 黄金时代             | 程涓        |
| 2015年   | 陪安东尼度过漫长岁月 | 小萱        |
| 2015年   | 年少輕狂             | 田橙橙      |
| 2016年   | 那件疯狂的小事叫爱情 | 夢小言      |
| 2019年   | 誅仙                 | 田靈兒      |
| 2020年   | 八佰                 | 杨惠敏      |

### 微电影
- 2012年，《解药》饰 付琪
- 2012年，《不夜城之恋》饰 费雪

### 綜藝節目
- 2017年 我们来了第二季 固定嘉宾
- 2017年 漂亮的房子 固定嘉賓
- 2017年 奔跑吧(第四季)來賓

## 個人生活
2017年8月2日，男演員張若昀通過微博公開與唐藝昕的戀情 。
2019年6月27日，唐藝昕與張若昀在愛爾蘭舉行婚禮。张若昀和唐艺昕之所以把举办婚礼的地点选择在爱尔兰，是因为当地曾有过禁止离婚的规定，可见两人有携手度过余生的决心。希望他们的女儿将来也能遇见像爸爸一样的痴情好男人。
2020年3月16日，唐藝昕在微博宣布懷孕。
2020年，唐艺昕诞下一女。

## 獎項

### 大型頒獎禮獎項
| 年份 | 獎項                               |
| ---- | ---------------------------------- |
| 2013 | MSN时尚盛典—年度最具潜力演员獎     |
| 2016 | 時尚COSMO美麗盛典—年度活力偶像大獎 |